# Mompha busckiella
Mompha busckiella é uma espécie de mariposa do gênero Mompha pertencente à família Coleophoridae.